# .223 Remington

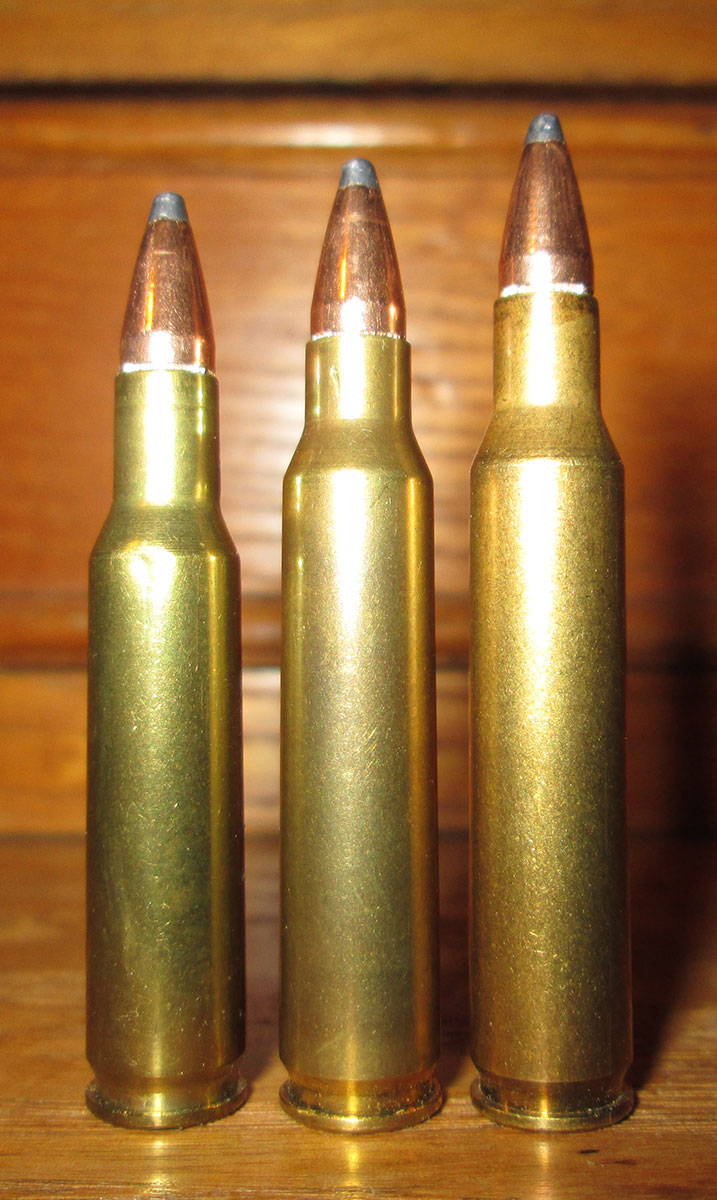
Zleva: .222 Remington, .223 Remington a .222 Remington Magnum

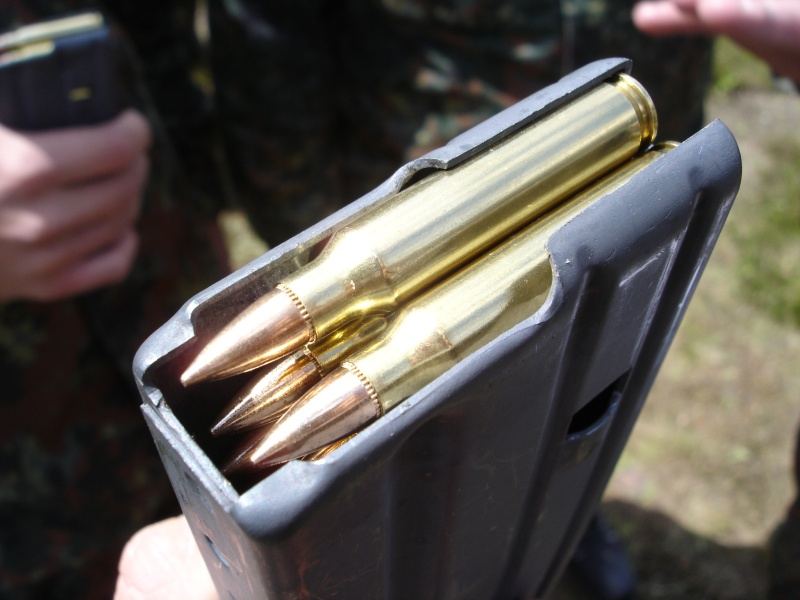
Na obrázku jsou sice náboje 5,56 × 45 mm NATO, ale ty vypadají úplně stejně jako .223 Remington

.223 Remington je lovecký náboj se stejnými vnějšími rozměry jako má náboj 5,56 × 45 mm NATO. Tyto dvě ráže bývají často považovány za úplně identické, lišící se pouze názvem, což však není pravda.
Hlavním rozdílem mezi nimi je to, že náboj 5,56 × 45 mm NATO je laborován na vyšší výstřelový tlak a vyšší úsťovou rychlost. S nábojem .223 Remington se může střílet ze zbraně komorované na 5,56 × 45 mm NATO, ale opačné použití by mohlo být nebezpečné.

## Historie
Tento náboj byl vyvinut z náboje .222 Remington (ten se obzvláště v 50. letech 20. století používal na tzv. škodnou) zvětšením velikosti a zvýšením úsťové rychlosti. Stalo se tak v USA v roce 1964 firmou Remington Arms. Byl vyvinut konkrétně pro zbraň Armalite AR-15, jejíž pozdější verzí je známá vojenská puška americké armády M-16.

## Použití
.223 Remington je jedním z nejpoužívanějších puškových nábojů ve Spojených státech. Používá se hlavně ve dvou typech pušek:
- Pušky na škodnou, ve většině případů se jedná o opakovací pušky. Stoupání vývrtu v hlavni bývá vhodné pro střely o hmotnosti 40 až 60 grainů.
- Automatické a poloautomatické pušky jako je AR-15 nebo Ruger Mini-14. Stoupání vývrtu v hlavni bývá vhodné pro střely o hmotnosti 50 až 75 grainů. Tuto kategorii používají i pořádkové síly a dále je používána i pro účely sebeobrany.

- Beretta Rx4 Storm (Italy – Semi-Auto – .223 Remington)[1]
- Ruger Mini-14
- AR-15
- M-16

## Specifikace
Průměrná hmotnost střely: 40–90 grainů

Průměrná úsťová rychlost: 840–1 150 m/s

Průměrná úsťová energie: 1 800 J
Průměr střely: .224 in (5,69 mm)
Celková délka náboje: 2.26 in (57,4 mm)
Typ zápalky: malá pušková